# Wolf Vostell
Wolf Vostell (14. října 1932, Leverkusen – 3. dubna 1998,
Berlin) byl německý umělec, performer, sochař, malíř, jedna z hlavních osob hnutí Fluxus
a průkopník video art. Jeho díla byla ovlivněna hlavně televizí ve všech podobách.